# حوسبة عالية الأداء
حوسبة عالية الأداء (بالإنجليزية: High-performance computing (HPC))‏ هو مجال الحوسبة الذي تستعمل في حواسيب عملاقة وعناقيد لحل مشاكل حوسبة متقدمة. في الوقت الحالي، الحواسيب التي تقترب سرعتها من تيرافلوب تعد ضمن الحواسيب عالية الأداء.